# Sándor Torghelle
Sándor Torghelle (prononciation hongroise : ˈʃaːndor ˈtorɡˌhɛlːɛ ; né le 5 mai 1982 à Budapest) est un footballeur hongrois évoluant au MTK Budapest.

## Carrière
Torghelle est célèbre pour son incapacité à marquer un seul but, depuis qu'il a été transféré de Crystal Palace, mais cette « malédiction » a été levé quand il a marqué dans un derby Olympiakos-PAOK au début de 2007. Il a quitté le PAOK à la fin de la saison 2006-07 pour l'équipe allemande FC Carl Zeiss Jena. Là, il a finalement répondu aux attentes, marquant cinq buts et trois passes décisives lors de sa seul saison au sein de cette équipe.
Le 17 mai 2010, Torghelle signe avec Fortuna Düsseldorf, laissant ainsi le club du FC Augsburg.

## Carrière internationale
Torghelle compte 42 apparitions pour l'équipe de Hongrie de football et a inscrit 11 buts. Il est l'un de ses attaquants les plus capés. Quant à ses performances, il a marqué plusieurs buts décisifs au cours de la campagne de qualification de la Coupe du monde 2010, comme contre l'Albanie et Malte. Il est devenu célèbre après avoir marqué un doublé dans une victoire 2-0 sur l'Allemagne dans un match amical en 2004.

## Clubs
- 1999-2003 :  Budapest Honvéd
  - 2001 :  VFC Marcali
  - 2002 :  VFC Marcali
- 2003-2004 :  MTK Hungária FC
- 2004-2005 :  Crystal Palace Football Club
- 2005-2006 :  Panathinaïkos
- 2006-2007 :  PAOK Salonique
- 2007-2008 :  FC Carl Zeiss Jena
- 2008-2010 :  FC Augsburg
- 2010-2011 :  Fortuna Düsseldorf

## Palmarès
- MTK Budapest
  - Vainqueur de la Supercoupe de Hongrie en 2003.